# Love bombing

Si bien se utiliza con fines positivos y negativos, el love bombing se identifica como una posible parte de un ciclo de abuso.

El love bombing, que se podría traducir como bombardeo de amor o bombardeo amoroso, es un intento de influir en una persona mediante demostraciones de atención y afecto. Se puede utilizar de diferentes formas y con fines positivos o negativos. Los psicólogos han identificado el love bombing como una posible parte de un ciclo de abuso y han advertido contra él. También se ha descrito como manipulación psicológica para crear un sentimiento de unidad dentro de un grupo contra una sociedad percibida como hostil. En 2011, el psicólogo clínico Oliver James defendió el love bombing en su libro Love Bombing: Reset Your Child's Emotional Thermostat, como un medio para que los padres rectifiquen los problemas emocionales de sus hijos.

## Etimología
El término fue popularizado por la psicóloga Margaret Singer, en su libro de 1995, Cults in Our Middle, en el que Singer describe la técnica de la siguiente manera:
Este proceso de mostrar amistad e interés en el recluta se asoció inicialmente con uno de los primeros grupos de jóvenes, pero pronto fue adoptado por numerosos otros grupos como parte del programa de señuelos. El love bombing es un esfuerzo coordinado, generalmente por orden de la gerencia, para inundar a los reclutas y neófitos con halagos, seducción verbal y contacto físico no sexual pero afectuoso, y tenga mucho cuidado con los comentarios. El love bombing (o las ofertas instantáneas de compañía) es una estrategia engañosa que utilizan muchos reclutadores exitosos.

## Relaciones abusivas
Las redes sociales modernas pueden intensificar el efecto del love bombing, ya que le dan al abusador un contacto y una comunicación casi constantes con la víctima. Una de las señales del love bombing en el inicio de una relación es la atención intensa durante un corto período de tiempo y la presión por un compromiso muy rápido.
El psicólogo Dale Archer identifica las fases del love bombing con el acrónimo IDD (Intense Idealization, Devaluation, Discard (Repeat); 'Intensa idealización, devaluación, descarte (repetición)') y el proceso de identificación de este patrón de comportamiento como SLL (Stop, Look, and Listen 'detente, mira y escucha'); después de lo cual romper el contacto con el abusador puede ser más posible buscando también el apoyo de familiares y amigos. Otra señal de love bombing es la lluvia intensa de cariño, regalos y promesas de futuro con el depredador para que la víctima sienta o se le haga creer que todo esto es una señal de «amor a primera vista». Dado que tales muestras de afecto y afirmación pueden satisfacer las necesidades sentidas y no parecer dañinas en la superficie, la emoción de una nueva relación de este tipo a menudo no parece ser motivo de alarma. Sin embargo, después de la excitación inicial, cuando la víctima muestra interés o preocupación por algo más allá de su nueva pareja, el manipulador puede mostrar ira, comportamiento pasivo-agresivo o acusar a las víctimas de egoísmo. Si la víctima no cumple con las demandas, comienza la etapa de devaluación: el abusador retira todo afecto o refuerzo positivo y en su lugar castiga a la víctima con lo que considere apropiado: gritos, reprimendas, juegos mentales, trato silencioso o incluso abuso físico.
Un artículo de Cosmopolitan explica
Cualquiera es capaz de bombardear el amor, pero a menudo es un síntoma de un trastorno de personalidad narcisista. El bombardeo amoroso es en gran medida un comportamiento inconsciente. Se trata de realmente conseguir a la otra persona. Luego, cuando sienten que realmente tienen a la persona y se sienten seguros en la relación, el narcisista generalmente cambia y se vuelve muy difícil, abusivo o manipulador.
La expresión se ha utilizado para describir las tácticas utilizadas por proxenetas y pandilleros para controlar a sus víctimas.